# Yves Henri Chardon
Yves Henri Chardon   (Villiers-sur-Marne, 27 de desembre de 1902 - Nashua, 6 de març de 2000) va ser un compositor i violoncel·lista francès.
Va estudiar al Conservatori de París assolint el Primer premi el 1918. Chardon també va ser professor al Conservatori d'Atenes (Grècia), on ell i la seva esposa Henriette de Constant van conèixer Dimitri Mitropoulos, el que va portar al nomenament de Chardon com a violoncel principal de Minneapolis i a Henriette com a assistent principal del violoncel amb Mitropoulos.
Chardon va tocar el violoncel amb l'Orquestra Simfònica de Boston, fins que es va traslladar als Estats Units. Va ser assistent de direcció i primer violoncel de l'Orquestra Simfònica de Minneapolis i director de l'Orquestra Simfònica de l'Havana. A Orlando va formar l'Orquestra Simfònica de Florida. L'última etapa de la seva carrera musical va tenir lloc a Nova York, a l'orquestra del Metropolitan Opera House, on va tocar el violoncel durant 25 anys. Després es va retirar a New Hampshire.